# Stichting Techgrounds
Stichting Techgrounds is een Nederlandse organisatie die zich inzet om een carrière in IT toegankelijk te maken voor mensen die obstakels ondervinden in een start in de IT-arbeidsmarkt. De stichting overbrugt de kloof tussen de grote hoeveelheid onvervulde IT-functies enerzijds en werkzoekenden met een niet-technische achtergrond anderzijds.

## Beschrijving
Techgrounds werd opgericht in 2019 door Viktor Bos en Ruben Nieuwenhuis, en helpt mensen door middel van gratis opleidingen naar een carrière in de IT.
In samenwerking met overheid, uitkeringsinstanties en IT-bedrijven heeft Techgrounds informatie- en omscholingstrajecten ontwikkeld, die kandidaten zonder voorafgaande IT-ervaring klaarstomen voor een toekomst binnen de technologie.
Het hoofdkantoor van Stichting Techgrounds is gevestigd in de Bijlmer in Amsterdam.

### Omscholingstrajecten
Techgrounds heeft als hoofddoel de digitale kloof te dichten door ondersteuning te bieden aan mensen die een afstand tot de arbeidsmarkt ervaren, om hen te helpen bij het vinden van duurzame startersbanen in de IT. Om dat te bereiken biedt de stichting kosteloze omscholingstrajecten, mogelijk gemaakt door financiering van uitkeringsinstanties en IT-werkgevers, die kampen met personeelstekorten en op zoek zijn naar nieuwe medewerkers. Door middel van samenwerkingen met werkgevers in de IT-sector ontwikkelde Techgrounds omscholingstrajecten die deelnemers voorbereiden op een carrière in de IT, zonder dat enige voorafgaande ervaring in deze sector nodig is.
Het initiatief beoogt diversiteit en inclusiviteit in de IT-sector te bevorderen door kansen te scheppen voor iedereen, ongeacht hun vooropleiding, achtergrond, of leeftijd. Met het aanbieden van kosteloze opleidingen, gefinancierd door toekomstige werkgevers en uitkeringsinstanties, wil Techgrounds de drempels voor omscholing en professionele groei verlagen.
Door het aanbieden van omscholingstrajecten heeft Techgrounds bijgedragen aan het verminderen van het personeelstekort in de IT-sector en het bevorderen van diversiteit binnen de branche.

## Programma's
Techgrounds biedt verschillende programma's en activiteiten aan, waaronder:
IT-oriëntatiedagenGratis sessies die zijn ontworpen om deelnemers in een ochtend of middag inzicht te geven in mogelijke IT-carrières.
Techgrounds GuideEen gratis gids die essentiële IT-termen uitlegt en een overzicht biedt van de totale IT-arbeidsmarkt bestaande uit tien domeinen, met de bijbehorende 181 verschillende IT-banen.
Techgrounds PathwaysEen IT-oriëntatieprogramma dat deelnemers helpt te ontdekken welke IT-banen bij hun vaardigheden en interesses passen en welke Nederlandse opleiders of internationale online opleiders de voor de deelnemers optimale opleiding aanbieden.
Techgrounds EmployabilityTechgrounds begeleidt omscholers die (bijna) hun certificaten hebben naar een toekomst waarin ze die vaardigheden beheersen en na hun startersfunctie moeiteloos nieuwe, beter passende en betaalde functies.

## Prijs
Techgrounds heeft in 2023 de Regiostars Award gewonnen. Deze prijs, uitgereikt tijdens het European Year of Skills in Ostrava, Tsjechië, erkent projecten die bijdragen aan regionale ontwikkeling met een significante impact op de Europese samenleving. De Regiostars Awards worden uitgegeven door de Europese Commissie, als erkenning voor innovatieve projecten die als inspiratie kunnen dienen voor andere regio's. Stichting Techgrounds werd geprezen voor zijn inzet om mensen met diverse achtergronden toegang te bieden tot een carrière in de IT-technologie, om daarmee gelijke kansen in de IT-wereld te bevorderen.